# 天眼救援
《天眼救援》（英語：Land of Bad）是一部2024年美國動作驚悚片，由威廉·尤班克執導並與大衛·弗里傑里奧共同編劇，連恩·漢斯沃、羅素·克洛、路克·漢斯沃、瑞奇·惠特爾和米洛·文提米利亞主演；劇情講述當美國陸軍三角洲部隊在菲律賓的任務出錯時，只能依靠一名新晉的JTAC軍官與一名資深的無人機飛行員，共同協助部隊進行撤離行動。
《天眼救援》2024年2月16日在美國院線上映。

## 演員
- 連恩·漢斯沃飾演JJ·「花花公子」·金尼中士（Sergeant JJ "Playboy" Kinney）
- 羅素·克洛飾演艾迪·「死神」·葛林上尉（Captain Eddie "Reaper" Grimm）
- 路克·漢斯沃飾演亞伯中士（Sergeant Abel）
- 瑞奇·惠特爾飾演畢夏普中士（Sergeant Bishop）
- 米洛·文提米利亞飾演約翰·「蘇格」·史威特軍士長（Master Sergeant John "Sugar" Sweet）
- 琪卡·伊科圭（Chika Ikogwe）飾演妮雅·布蘭森上士（Staff Sergeant Nia Branson）
- 羅伯特·拉比亞（英语：Robert Rabiah）飾演賽義德·哈希米（Saeed Hashimi）
- 岡納·萊特（英语：Gunner Wright）飾演大衛·安德魯斯上尉（Captain David Andrews）
- 丹尼爾·麥克佛森（英语：Daniel MacPherson）飾演帕克特上校（Colonel Packett）
- 喬治·伯吉斯飾演二等兵庫柏（Private Cooper）

## 製作
《天眼救援》由威廉·尤班克與大衛·弗里傑里奧共同編劇，尤班克兼任導演，項目首次在2022年坎城電影市場上公開。羅素·克洛和連恩·漢斯沃是首批加入本片的演員。據2022年9月的報導，其他演員公開：米洛·文提米利亞、路克·漢斯沃、瑞奇·惠特爾、丹尼爾·麥克佛森、琪卡·伊科圭（Chika Ikogwe）和羅伯特·拉比亞。英格蘭橄欖球運動員喬治·伯吉斯被克洛帶進演出陣容中。
電影2022年9月在昆士蘭州黃金海岸開拍，一直持續到2022年11月。此拍攝利用了澳大利亞政府提供的選址激勵措施，為當地電影業帶來了約270個就業機會。在製作期間中，特色娛樂購買了英國、愛爾蘭、法國和斯堪地那維亞半島的發行權，國內發行則由大道電影（The Avenue）負責。

## 發行
本片2024年2月16日在美國院線上映。

## 外部連結
- 互联网电影数据库（IMDb）上《天眼救援》的资料（英文）